# Dekanat Wiesental
Das Dekanat Wiesental ist seit der Dekanatsreform ab dem 1. Januar 2008 eines von 26 Dekanaten in der römisch-katholischen Diözese Freiburg.

## Beschreibung
Geographisch ist das Dekanatsgebiet mit Ausnahme der Pfarreien von Schliengen, Bad Bellingen (Dekanat Breisach-Neuenburg) und Schwörstadt (Dekanat Waldshut) deckungsgleich mit dem Landkreis Lörrach. Sitz des Dekanats ist Lörrach. Das Dekanat stellt die mittlere Ebene zwischen der Erzdiözese Freiburg, der Region Hochrhein und den einzelnen Seelsorgeeinheiten und Pfarreien dar. Die Seelsorgeeinheiten Kandern-Istein, Weil am Rhein, Lörrach und Mittleres Wiesental sind historisch bedingt vorwiegend evangelisch geprägt. Ausnahmen bilden Istein, Huttingen und Stetten.
Das Dekanat bildet zusammen mit dem Dekanat Waldshut die Region Hochrhein des Erzbistums Freiburg.

## Gliederung
Das Dekanat Wiesental gliedert sich in folgende acht Seelsorgeeinheiten:
| Seelsorgeeinheiten     | Errichtungsdatum   | zugehörige Pfarreien |
| ---------------------- | ------------------ | --- |
| SE Grenzach-Wyhlen     | 7. Juli 2001       | St. Michael (Grenzach) und St. Georg (Wyhlen) |
| SE Kandern-Istein      | 1. Januar 2008     | St. Michael (Istein) und St. Franz von Sales in Kandern |
| SE Lörrach-Inzlingen   | 1. März 2000       | St. Bonifatius (Lörrach), St. Fridolin (Lörrach-Stetten) mit der Filiale Hl. Familie und Max-Metzger-Haus, Lörrach-Salzert, St. Peter (Lörrach), St. Josef (Brombach) und St. Peter und Paul (Inzlingen) |
| SE Mittleres Wiesental | 12. Januar 2003    | St. Bernhard (Schopfheim), St. Josef (Hausen) und St. Maria (Steinen-Höllstein) |
| SE Oberes Wiesental    | 1. Januar 2012     | Mariä Himmelfahrt (Schönau), Pfarrkirche Allerheiligen (Wieden) und der Filiale St. Wendelin (Geschwend), Pfarrkirche St. Johannes der Täufer (Todtnau) und St. Jakobus der Ältere (Todtnauberg) |
| SE Rheinfelden         | 1. Januar 2012     | St. Josef (Rheinfelden), St. Felix und Regula (Rheinfelden-Nollingen), St. Gallus (Rheinfelden-Warmbach), St. Urban (Rheinfelden-Herten) mit der Filiale St. Ubald in Degerfelden, St. Michael (Rheinfelden-Karsau), St. Gallus (Rheinfelden-Eichsel) mit der Filiale Adelhausen und St. Peter und Paul (Minseln) mit der Filiale Nordschwaben, |
| SE Weil am Rhein       | 29. September 2002 | St. Peter und Paul, Guter Hirte (Weil am Rhein-Friedlingen) und St. Maria (Weil am Rhein-Haltingen) |
| SE Zell im Wiesental   | 18. Januar 2003    | St. Fridolin (Zell im Wiesental), Mariä Himmelfahrt (Atzenbach) und St. Michael (Häg) |